# Wilhelm von Lüdinghausen genannt Wolff
Wilhelm von Lüdinghausen genannt Wolff (* 28. Dezember 1596 in Buschhof, Kreis Friedrichstadt; † 26. Juli 1647 in Eger) war ein schwedischer Generalmajor und Vizegouverneur von Westfalen.

## Leben

### Herkunft und Familie
Wilhelm war Angehöriger des kurländischen Adelsgeschlechts Lüdinghausen genannt Wolff. Seine Eltern waren der polnische Kammerjunker und Offizier George von Lüdinghausen genannt Wolff († 1637) und Anna Sophia von Sellen († nach 1621). Er vermählte sich 1636 mit Eva Oriana Freiin zu Innhausen und Knyphausen (1613–1680), einer Tochter des schwedischen Feldmarschalls Dodo zu Innhausen und Knyphausen. Aus der Ehe gingen acht Kinder hervor, darunter die beiden polnischen Offiziere und Sejm-Abgeordneten Wilhelm von Lüdinghausen genannt Wolff (1645–1699) und Formhold von Lüdinghausen genannt Wolff (1646–1682).

### Werdegang
Lüdinghausen war 1610 Page am Heidelberger Hof und 1613 Kammerjunker im Dienst des Herzog von Bouillon in Sedan.
Er bestritt dann eine Offizierslaufbahn, zunächst als Fähnrich in der Leibkompanie von Johann Freiherr von Kettler
in den Niederlanden, dann als dänischer Leutnant unter dem Generalquartiermeister Werner Freiherr von Mérode, schließlich 1626 als hamburgischer Kapitän im Regiment des Obersten Heinrich Ludwig Graf von Hatzfeldt. 1631 wechselte er in das Regiment zu Fuß des Herzogs Franz Karl von Sachsen-Lauenburg. Er diente weiterhin unter dem Befehl von Enno Wilhelm von Innhausen und Knyphausen (1586–1656) und Georg von Braunschweig-Calenberg. 1633 war er Kommandant zu Osnabrück, wenig später in gleicher Stellung in Minden. Spätestens im Januar 1636 war er zum Generalmajor avanciert und wurde 1643 Kommandant in Nienburg und Vizegouverneur von Westfalen. Seine letzte Aktion war die Teilnahme an der Eroberung Egers unter Feldmarschall Wrangel.
Bereits 1642 wurde er mit dem Namen „Der Enthebende“ in die Fruchtbringende Gesellschaft aufgenommen.